# Eugene Walter (commediografo)
Eugene Walter (Cleveland, 27 novembre 1874 – Hollywood, 26 settembre 1941) è stato un commediografo statunitense.

## Biografia
Nato nell'Ohio, a Cleveland, scrisse per il teatro e per il cinema. Il suo nome appare in numerose sceneggiature, sia come sceneggiatore che come soggettista. Alcuni suoi lavori teatrali vennero adattati più di una volta per lo schermo. Come Paid in Full del 1908 o The Trail of the Lonesome Pine del 1912, un testo scritto per il teatro ma tratto dal romanzo omonimo di John Fox Jr., tradotto in italiano Il sentiero del pino solitario.
Fu anche attore e diresse un film nel 1929. Il suo matrimonio con l'attrice Charlotte Walker durò fino al 1930, quando Walter si sposò segretamente con la modella newyorkese Mary Kissel in Messico a Mexicall il 26 aprile.
Eugene Walter morì a Hollywood il 26 settembre 1941 .

## Spettacoli teatrali
- The Undertow (Broadway, 22 aprile 1907)
- Paid in Full (Broadway, 25 febbraio 1908)
- The Wolf (Broadway)
- The Easiest Way (Broadway)
- Just a Wife (Broadway)
- The Trail of the Lonesome Pine (Broadway, 29 gennaio 1912)
- Fine Feathers (Broadway)
- Just a Woman (Broadway)
- The Knife (Broadway)
- The Heritage (Broadway)
- Nancy Lee (Broadway)
- The Challenge (Broadway)
- The Easiest Way (Broadway)
- The Man's Name (Broadway)
- Jealousy (Broadway)
- Come Angel Band (Broadway)

## Filmografia
La filmografia è completa . Quando manca il nome del regista, questo non viene riportato nei titoli

### Sceneggiatore
- Paid in Full, regia di Augustus E. Thomas - lavoro teatrale (1914)
- The Trail of the Lonesome Pine, regia di Frank L. Dear - lavoro teatrale (1914)
- The Wolf, regia di Barry O'Neil - lavoro teatrale (1914)
- Fine Feathers, regia di Joseph A. Golden - lavoro teatrale (1915)
- The Trail of the Lonesome Pine, regia di Cecil B. DeMille - lavoro teatrale (1916)
- Boots and Saddles - lavoro teatrale (1916)
- The Easiest Way, regia di Albert Capellani - lavoro teatrale (1917)
- The Knife, regia di Robert G. Vignola - lavoro teatrale (1918)
- Just a Woman, regia di Julius Steger - lavoro teatrale (1918)
- Paid in Full, regia di Émile Chautard - lavoro teatrale (1919)
- The Belle of New York, regia di Julius Steger - scenario (1919)
- The Way of a Woman, regia di Robert Z. Leonard  - lavoro teatrale Nancy Lee e sceneggiatura (1919)
- The Wolf, regia di James Young - lavoro teatrale (1919)
- Sealed Hearts, regia di Ralph Ince - storia (1919)
- Just a Wife, regia di Howard C. Hickman - lavoro teatrale (1920)
- Love, Honor and Obey, regia di Leander De Cordova (1920)
- Fine Feathers, regia di Fred Sittenham - adattamento e lavoro teatrale (1921)
- What Fools Men Are, regia di George Terwilliger - lavoro teatrale The Flapper (1922)
- The Trail of the Lonesome Pine, regia di Charles Maigne - lavoro teatrale (1923)
- Just a Woman, regia di Irving Cummings - lavoro teatrale (1925)
- The Unfair Sex, regia di Henri Diamant-Berger - storia (1926)
- Solo un po' d'amore (Mother Knows Best), regia di John G. Blystone - dialoghi (1928)
- Friendship, regia di Eugene Walter - sceneggiatore (1929)
- L'ultimo viaggio (Side Street), regia di Malcolm St. Clair - dialoghi, non accreditato (1929)
- Jealousy, regia di Jean de Limur - sceneggiatore (1929)
- En nombre de la amistad, regia di Richard Harlan (1930)
- Pardon My Gun, regia di Robert De Lacey (1930)
- The Easiest Way, regia di Jack Conway - lavoro teatrale (1931)
- L'ingannatrice (Quand on est belle), regia di Arthur Robison - lavoro teatrale The Easiest Way (1932)
- La grande menzogna (No Other Woman), regia di J. Walter Ruben - lavoro teatrale Just a Woman (1933)
- I Loved You Wednesday, regia di Henry King e William Cameron Menzies - non accreditato (1933)
- Il mercante di illusioni (Upperworld), regia di Roy Del Ruth (1934)
- Avventura messicana (Woman Trap), regia di Harold Young (1936)

### Attore
- Tess of the Storm Country, regia di Edwin S. Porter (1914)
- Divorce and the Daughter, regia di Frederick Sullivan (1916)
- Mary Lawson's Secret, regia di John B. O'Brien (1917)

### Regista
- Friendship (1929)